# Geocalamus modestus
Geocalamus modestus är en ödleart som beskrevs av  Günther 1880. Geocalamus modestus ingår i släktet Geocalamus och familjen Amphisbaenidae. Inga underarter finns listade i Catalogue of Life.